# Frédéric Henry Micheler
Frédéric Henry Micheler (Phalsbourg, 1º maggio 1852 – Lione, 15 agosto 1917) è stato un generale francese della prima guerra mondiale. Discendente da una famiglia di militari, era figlio del generale di brigata Charles Micheler, che combatté a Spicheren nel 1870, fratello maggiore del futuro generale di divisione Joseph Alfred Micheler, e nipote del colonnello dell'esercito imperiale Jacob Metzinger.

## Biografia
Nacque a Phalsbourg il 1º maggio 1852, figlio di Charles, militare di carriera, e di Marie Thiéry. Intraprese la carriera militare sul finire del 1870, in piena guerra franco-prussiana. Il 2 dicembre indirizzò una lettera al Ministro della guerra chiedendogli di essere assegnato come sottotenente al 3º Reggimento fanteria di linea di stanza a Grenoble, dove allora risiedeva, allegando la sua richiesta di essere ammesso all'École spéciale militaire de Saint-Cyr, e ricordando la situazione di suo padre, prigioniero in Germania e di suo fratello, rimasto ferito durante la battaglia di Sedan. Tale richiesta fu appoggiata dal generale comandante la 22ª Divisione militare dell'Isère. La risposta fu negativa ed egli, il 22 dicembre, si arruolò volontario nel 47º Reggimento fanteria di linea. L'11 febbraio 1871 fu trasferito presso l'87º Reggimento di fanteria di stanza a Bordeaux. Dopo la firma del trattato di pace, il 1º settembre fu nominato sottotenente e il 5 dello stesso mese partì per entrare all'Accademia di Saint-Cyr. Il 10 giugno 1872 optò per la nazionalità francese, in quanto il suo comune di nascita era entrato a far parte, con l'intera regione della Lorena, dell'Impero tedesco. Uscì dall'Accademia nel mese di settembre, Promozione de la Revanche, ritornando al suo reggimento.
Il 31 ottobre 1873 fu trasferito al 128º Reggimento fanteria di linea dove si fece apprezzare dai suoi superiori, e la sua conoscenza delle lingue tedesca e italiana gli fece ottenere l'insegnamento di un corso di storia e geografia destinato ai sottufficiali. 
Il 21 febbraio 1874 fu promosso al grado di tenente, 
Il 28 marzo 1880 fu promosso capitano, e nell'ottobre 1871 si trasferì in Tunisia operando in seno alle truppe coloniali. Rientrò in Patria nel giugno 1883, venendo distaccato, per un corso di aggiornamento, presso la Direzione d'artiglieria di La Fère a partire dal 1 gennaio 1884. Il 31 marzo terminò il corso, ma il 1 ottobre fu distaccato in servizio presso la fabbrica d'armi di Saint-Étienne. Il 1 gennaio ]1885 rientrò al suo reggimento, e il 22 maggio dell'anno successivo fu ammesso a frequentare la Scuola di guerra, ottenendo il brevetto di ufficiale di stato maggiore. 
Assegnato alla 27ª Divisione di Grenoble, dopo due mesi (luglio-agosto 1889) passò in forza al 4º Reggimento dragoni di Chambéry. Nel febbraio 1890 fu trasferito allo Stato maggiore (3e bureau) dove, il 25 settembre, fu nominato comandante di battaglione. Rimase assegnato alla Stato maggiore fino al dicembre 1893, passando, il 9 gennaio dell'anno successivo, in forza al 146º Reggimento fanteria di stanza a Toul. Il 29 dicembre 1897 venne promosso al grado di tenente colonnello, e trasferito al 25º Reggimento fanteria a Belfort. 
Il 31 ottobre 1898 fu nominato Capo di stato maggiore dell'VIII Corpo d'armata con Quartier generale a Bourges, svolgendo tale funzione per ben cinque anni. Distintosi particolarmente in tale ruolo, il 12 ottobre 1903 fu promosso al grado di colonnello. Qualche giorno dopo assunse il comando del 4º Reggimento zuavi di Tunisi. Rientrò in Francia nell'ottobre 1905 per assumere l'incarico di Capo di stato maggiore del X Corpo d'armata di Rennes. Il 10 gennaio 1908 fu nominato comandante ad interim della 29ª Brigata di fanteria, ed effettivo del 42º Reggimento fanteria. Il 25 dicembre fu promosso al grado di generale di brigata, distinguendosi particolarmente durante le manovre del 1911. All'inizio del 1912 assunse il comando interinale della 36ª Divisione di fanteria, divenuto definitivo il 22 giugno dello stesso anno quando venne elevato al rango di generale di divisione.

### La prima guerra mondiale
Il 20 marzo 1914 fu designato a ricoprire l'incarico di Ispettore delle riserve del VI Corpo d'armata, assumendo, in caso di mobilitazione, il comando della 56ª Divisione della riserva. Dopo lo scoppio della prima guerra mondiale partecipò alla battaglia delle Frontiere, dove rimase ferito durante le operazioni in Belgio. Il 23 agosto assunse l'incarico di comandante del V Corpo d'armata appartenente alla IIIe Armée del generale Ruffey. Alla testa delle sue truppe prese parte alla Prima battaglia della Marna ed a quella di Revigny.
La mattina del 5 luglio 1915, mentre effettuava un'ispezione nelle prime linee vicino al burrone di Meurissons, nel settore della Haute-Chevauchée, sul fronte delle Argonne, rimase gravemente ferito al cranio e al polso sinistro, dallo scoppio di un proiettile d'artiglieria. Subito evacuato e trasferito a Clermont-en-Argonne, gli venne effettuata la trapanazione del cranio per alleggerire la pressione, e il giorno successivo fu menzionato all'Ordine del Giorno dell'esercito. Il 15 luglio fu trasportato a Châlons-sur-Marne, dove rimase fino al 10 settembre, quando partì per Lione onde effettuare ulteriori cure. La sua salute continuò a peggiorare tanto che il 7 novembre venne colpito da un ictus che lo costrinse a lasciare definitivamente il comando del V Corpo d'armata. Il 16 giugno del 1916 il Ministro della guerra lo informò che in seguito alla sua richiesta veniva posto nella sezione della riserva dello Stato Maggiore dell'Esercito. Si spense a Lione, dove era giunto il giorno 8 agosto 1917 per essere sottoposto ad una nuova operazione, il 15 dello stesso mese. Il suo corpo fu inumato nella tomba di famiglia sita nel Cimitero di Saint-Roch a Grenoble. Sulla sua tomba venne scritto Mort pour la France.

### Annotazioni
1. ↑  Si classificò al 37 posto du 350 allievi.
2. ↑  Scrisse di lui il suo comandante: ufficiale molto distinto, molto attivo ed energico, serio per la sua età (…) ma il tono di comando non è abbastanza energico.
3. ↑  Nel 1878 il suo lavoro di revisione della carta geografica della Francia gli valse una lettera di felicitazioni da parte del Ministrero della Guerra (7 gennaio 1879), e la menzione sul Journal militaire.
4. ↑  Appassionato di questioni militari, la sua conoscenza dell'italiano lo portò ad interessarsi al Regio Esercito, tenendo conferenze su tale argomento agli ufficiali del reggimento in un momento in cui il Regno d'Italia si stava avvicinando alla Germania, prima di allearsi con essa.
5. ↑  L'essere affetto da strabismo congenito e da miopia gli rendeva indispensabile indossare un monocolo.
6. ↑  Uscì dal corso con la menzione molto bene, classificandosi ottavo su una classe di 72 allievi.
7. ↑  Così come suo fratello Henry, e suo nipote Olgierd Comte de Bytyn Kurnatowski. Quest'ultimo era nato il 19 dicembre del 1920, e morì il 12 luglio 1944 all'età di 24 anni.

### Fonti
1. 1 2 3 4 5 6 7 8 9 10 11  Guerre de 1914-1918. Tableau d'Honeur 1919, p. 658.
2. ↑  Wawro 2003, p. 107.
3. ↑  Wawro 2003, p. 192.
4. ↑  Wawro 2003, p. 299.
5. ↑  Association des élèves et anciens élèves de l'école spéciale militaire de Saint-Cyr | La Saint-Cyrienne
6. ↑  Sumner 2012, p. 35.
7. ↑  Liddell Hart 1973, p. 79.
8. ↑  Keegan 1998, p. 118.
9. ↑  Keegan 1998, p. 123.